# Cendrecourt
Cendrecourt és un municipi francès situat al departament de l'Alt Saona i a la regió de Borgonya - Franc Comtat. L'any 2007 tenia 221 habitants.

## Demografia

### Població
El 2007 la població de fet de Cendrecourt era de 221 persones. Hi havia 94 famílies, de les quals 19 eren unipersonals (15 homes vivint sols i 4 dones vivint soles), 45 parelles sense fills, 26 parelles amb fills i 4 famílies monoparentals amb fills.
La població ha evolucionat segons el següent gràfic:
Habitants censats

### Habitatges
El 2007 hi havia 137 habitatges, 95 eren l'habitatge principal de la família, 21 eren segones residències i 20 estaven desocupats. Tots els 137 habitatges eren cases. Dels 95 habitatges principals, 84 estaven ocupats pels seus propietaris i 11 estaven llogats i ocupats pels llogaters; 2 tenien dues cambres, 6 en tenien tres, 36 en tenien quatre i 51 en tenien cinc o més. 76 habitatges disposaven pel capbaix d'una plaça de pàrquing. A 43 habitatges hi havia un automòbil i a 43 n'hi havia dos o més.

### Piràmide de població
La piràmide de població per edats i sexe el 2009 era:
| Homes | Edats   | Dones |
| ----- | ------- | ----- |
| 4     | 95 o +  | 0     |
| 4     | 90 a 94 | 0     |
| 4     | 85 a 89 | 4     |
| 4     | 80 a 84 | 4     |
| 4     | 75 a 79 | 8     |
| 4     | 70 a 74 | 4     |
| 12    | 65 a 69 | 12    |
| 8     | 60 a 64 | 4     |
| 0     | 55 a 59 | 0     |
| 4     | 50 a 54 | 4     |
| 4     | 45 a 49 | 4     |
| 12    | 40 a 44 | 12    |
| 8     | 35 a 39 | 8     |
| 8     | 30 a 34 | 4     |
| 4     | 25 a 29 | 4     |
| 4     | 20 a 24 | 8     |
| 0     | 15 a 19 | 12    |
| 8     | 10 a 14 | 4     |
| 4     | 5 a 9   | 16    |
| 8     | 0 a 4   | 0     |

## Economia
El 2007 la població en edat de treballar era de 137 persones, 95 eren actives i 42 eren inactives. De les 95 persones actives 80 estaven ocupades (42 homes i 38 dones) i 16 estaven aturades (7 homes i 9 dones). De les 42 persones inactives 27 estaven jubilades, 9 estaven estudiant i 6 estaven classificades com a «altres inactius».

### Ingressos
El 2009 a Cendrecourt hi havia 99 unitats fiscals que integraven 243 persones, la mediana anual d'ingressos fiscals per persona era de 15.692 €.

### Activitats econòmiques
Dels 8 establiments que hi havia el 2007, 1 era d'una empresa extractiva, 1 d'una empresa de construcció, 3 d'empreses de comerç i reparació d'automòbils, 1 d'una empresa de transport, 1 d'una empresa de serveis i 1 d'una empresa classificada com a «altres activitats de serveis».
L'any 2000 a Cendrecourt hi havia 8 explotacions agrícoles que ocupaven un total de 476 hectàrees.

## Poblacions més properes
El següent diagrama mostra les poblacions més properes.